# Koldinghus

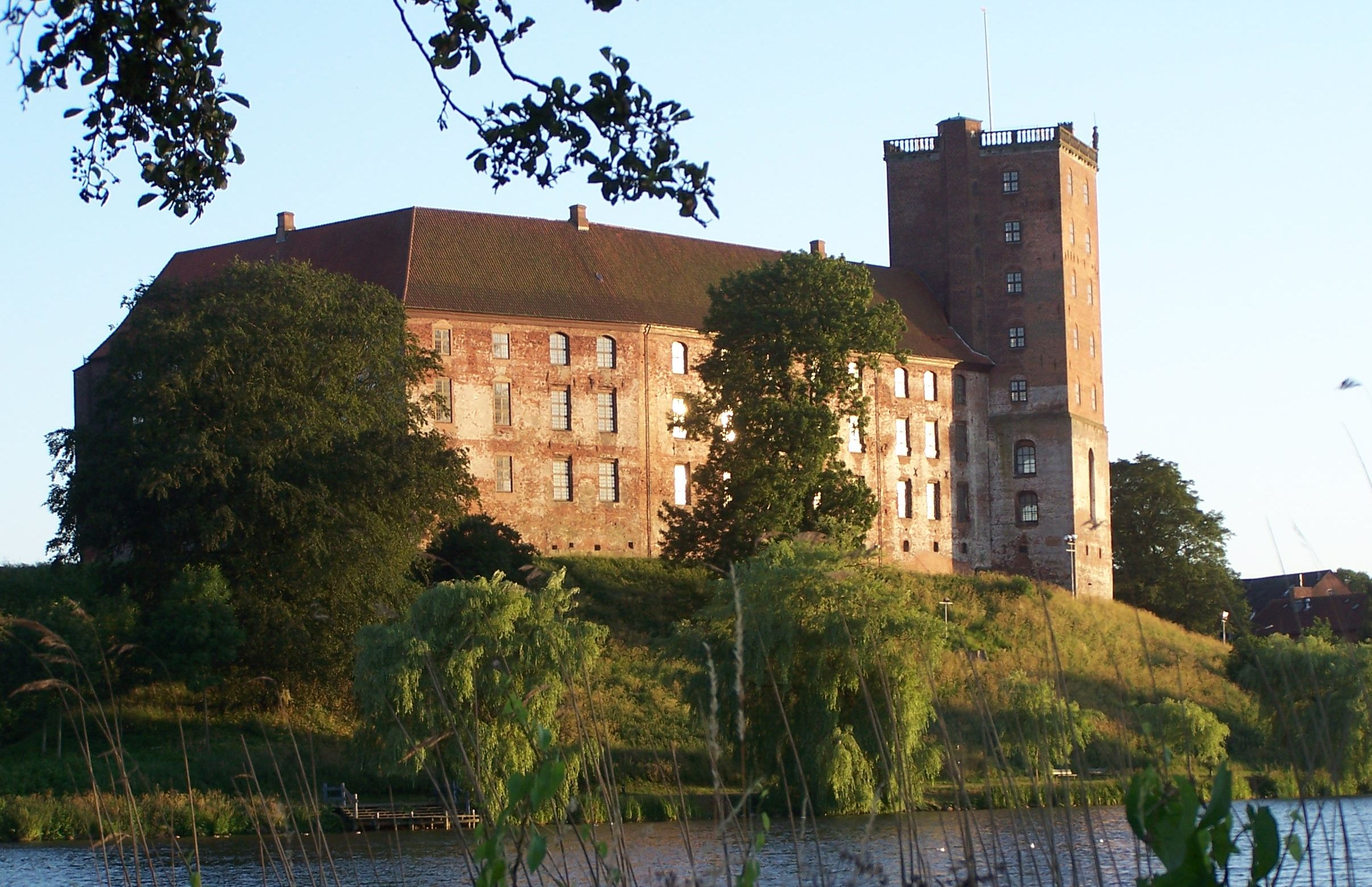
Koldinghus em 2006

O Koldinghus é o último dos antigos castelos reais da península da Jutlândia, na cidade de Kolding, na Dinamarca
O castelo foi fundado no século XIII e foi sendo expandido ao longo dos séculos, tendo tido funções variadas, desde fortaleza, passando por residência real, ruína, cenário de negociações de guerra, até ser hoje um museu. O rei Cristóvão I foi o fundador do castelo original, em 1268, mas a parte mais antiga que ainda sobrevive é o lado norte, voltado para o lago do castelo, construído pelo rei Cristóvão III. O lado ocidental foi construído mais tarde, por Cristiano I, no século XV. O rei Cristiano III viria a construir a parte sul e as pequenas torres do pátio.
O seu aspecto actual deve-se também a alterações levadas a cabo pelo rei Cristiano IV, por volta de 1600, aumentado a parte ocidental, acrescentando-lhe a torre gigante, ornamentada com quatro estátuas relacionadas com a mitologia grega. Durante a epidemia de peste em Copenhaga, em 1711, o rei Frederico IV refugiou-se no Koldinghus. O castelo ardeu num incêndio provocado por tropas espanholas, durante as guerras napoleónicas, em 1808.
Em 1942 a Gestapo estabeleceu o seu quartel general da Jutlândia do sul no Koldinghus. Numa das duas celas da Gestapo, onde resistentes dinamarqueses eram presos, é ainda possível ler inscrições nas paredes, feitas pelos detidos. Permaneceu em ruínas durante quase dois séculos, até ao seu restauro, em 1991.
Hoje, o castelo restaurado alberga um museu, denominado Museet på Koldinghus, inaugurado em 1890 e apresentando colecções de mobília do século XVI até ao presente, antigas pinturas dinamarquesas e objectos de artesanato em cerâmica e em prata. O museu possui ainda um núcleo de exposições temporárias, dedicadas a temas diversificados. 

## O incêndio

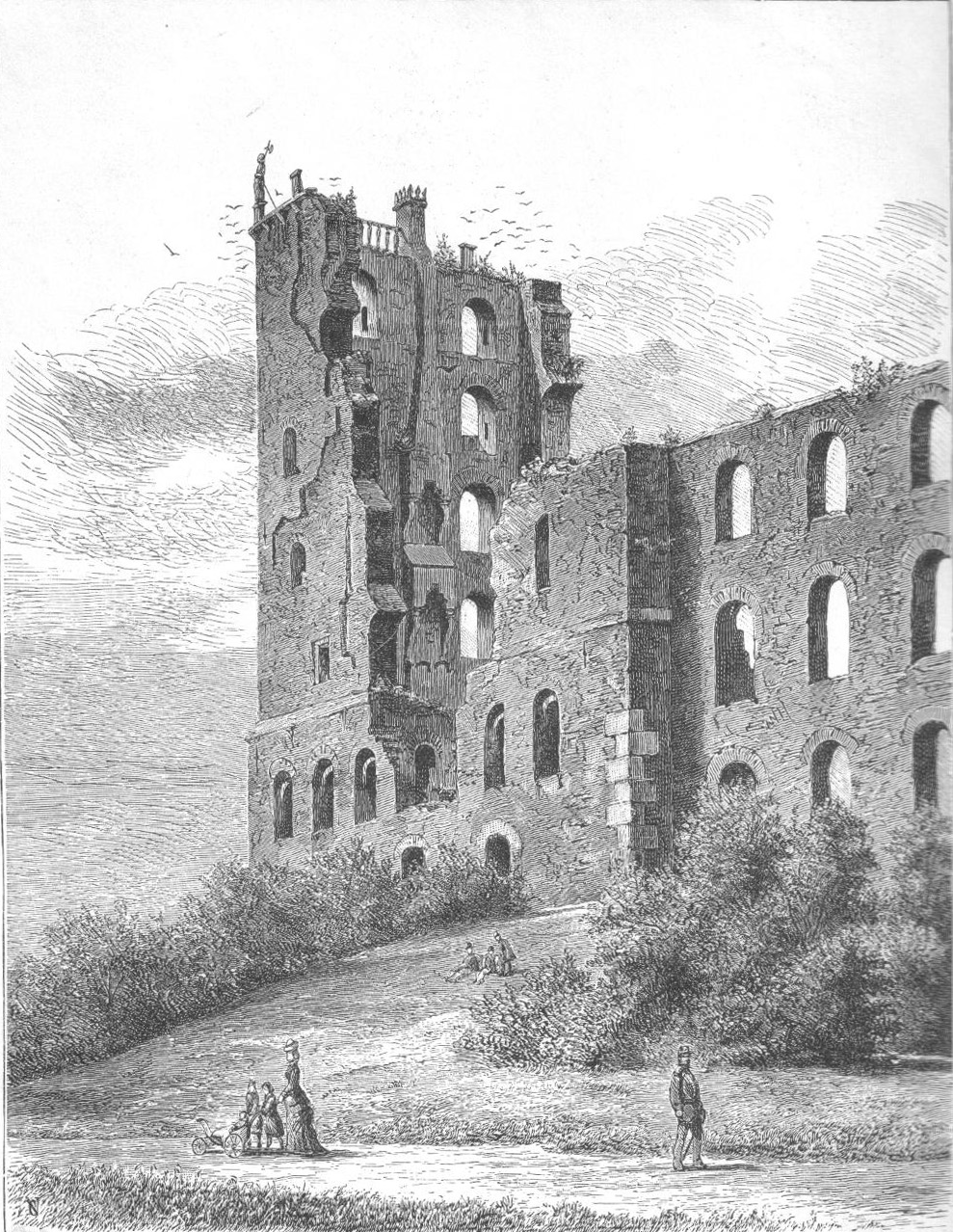
Koldinghus em ruínas.

Durante  as guerras napoleónicas, em 1808, a Dinamarca tinha-se aliado à França e à Espanha contra, entre outros, a Suécia e a Inglaterra. 
Decidiu-se que 30.000 soldados franceses e espanhóis deveriam ficar estacionados na Dinamarca, para ajudarem a recuperar os territórios da Escânia, perdidos para a Suécia numa fase anterior do duradouro conflito.
Os soldados espanhóis chegaram durante o Inverno de 1808 e fizeram do Koldinghus o seu quartel general, sob as ordens do seu comandante francês
Jean-Baptiste Bernadotte, que mais tarde se tornaria rei da Suécia e da Noruega. 
O clima escandinavo, significativamente mais frio que o de Espanha e que o de França, originou alegadamente uma grande actividade nas fornalhas e fogões, de tal maneira que até mobília chegou a ser usada como lenha. Combinando isto com o número invulgar de pessoas aglomeradas no castelo, é possível determinar alguns factores que contribuíram para que o incêndio irrompesse no início de uma noite de Inverno.
O perigo de incêndio fora já previsto, tendo sido destacados guardas com a missão de patrulharem o castelo durante a noite, para verificarem se não haveria qualquer tipo de fogo. No entanto, um dos guardas estava doente e esquecera-se de dizer que ficara em casa. E outro, alegadamente, abandonara o seu posto durante algumas horas. De qualquer forma, onde quer que esteja a verdade, o fogo foi descoberto demasiado tarde para salvar os edifícios principais. Só a torre gigante se manteve intacta, intocada pelas chamas.
Pouco tempo depois, o contingente espanhol desertou e regressou a Espanha, com receio de ter de passar as noites de Inverno dinamarquesas sem abrigo.